# スタロドゥーブ公 (スタロドゥーブ・ナ・クリャージメ)
スタロドゥーブ公（ロシア語: Князь Стародубский）は、ウラジーミル・スーズダリ大公国の分領公国だったスタロドゥーブ公国の君主の称号である（「公」はクニャージからの訳出による）。君主号・公国の名は、その首都だったスタロドゥーブ（スタロドゥーブ・ナ・クリャージメ）による。

## スタロドゥーブ公の一覧
括弧内は在位年
- ウラジーミル・フセヴォロドヴィチ(1217年 - 1227年)
- イヴァン・フセヴォロドヴィチ(1237年 - 1247年)
- ミハイル・イヴァノヴィチ(1247年 - 1281年)
- イヴァン・ミハイロヴィチ(ru)(1281年 - 1315年)
- フョードル・イヴァノヴィチ(ru)(1315年 - 1330年)
- ドミトリー・フョードロヴィチ(ru)(1330年 - 1355年)
- イヴァン・フョードロヴィチ(ru)(1355年 - 1363年)
- アンドレイ・フョードロヴィチ(ru)(1363年/1370年 - 1380年代)
- フョードル・アンドレエヴィチ(ru)(1380年代 - 15c初頭）
- フョードル・フョードロヴィチ(ru)(15c初頭 - 1440年代）
- ウラジーミル・フョードロヴィチ(ru)(1440年代 - 1450年代)